# Косячний Петро Максимович
Петро́ Макси́мович Кося́чний  (нар. 28 грудня 1897, Новий Буг Миколаївської області — пом. 3 вересня 1937, Київ) — український організатор кіновиробництва і державний діяч. Директор Київської кінофабрики 1930—1931 років. Репресований 1937 року.

## Життєпис
Народився 28 грудня 1897 року у Новому Бузі Миколаївської області згідно з метричною книгою. Його батьком був Максим Ігнатович Косячний, а мамою — Зиновія Михайлівна.
У жовтні 1918 року в Арбузинці, де він працював вчителем, було створено підпільну організацію співчуваючих більшовицькій партії, до якої увійшов також Петро Максимович.
20 січня 1920 у Вознесенську зібрався повітовий з'їзд, на якому були делегати Арбузинської волості. Петра Косячного обрали секретарем виконкому Вознесенського повіту.
1920-років року був заступником голови окружного виконавчого комітету в Проскурові.
З 1930 року брав активну участь в організації українського кіновиробництва.
Був Членом Правління і комерційним директором ВУФКУ, керівником та директором Київської кінофабрики «Українфільм».
Відстоював права ВУФКУ у спротиві централізації управління кіновиробництва в СРСР. Він вважав, що «українці настільки виросли з пелюшок, що можуть розбиратись в цифрах і словах, і хотілось би щоб правління „Союзкіно“ про це знало, як наслідок зробило б більш зрозумілу заяву про долю українських кінофабрик».
Був членом редколегії журналу «Кіно», писав статті.
Згодом працював заступником голови Чернігівського облвиконкому. Відомий факт, що взимку 1937 року під час зйомок фільму «Щорс» легендарний режисер Олександр Довженко звертався до керівника Чернігівського облвиконкому П. Косячного за технічною допомогою, яка була відразу ж надана — було організовано 110 підвод для масових зйомок.
У серпні 1937 року був звинувачений в участі в антирадянській націоналістичній організації.
25 серпня 1937 року був включений до так званого «розстрільного списку».
Розстріляний 3 вересня 1937 року.

## Статті в журналі «Кіно»
- Косячний, П. До боїв за 15-ий (Електронна копія) // Кіно. — 1931. — № 10(106), листоп. — С. 5-6 [Архівовано 27 квітня 2018 у Wayback Machine.]
- Косячний, П. Перед шерегом цифр (Електронна копія) // Кіно. — 1929. — № 19 (67), жовт. — С. 4-5 [Архівовано 27 квітня 2018 у Wayback Machine.]
- Косячний П. Основа основ — це якість: (про основні завдання плану «Українфільму» на 1933 рік: збільшення виробництва навчально-технічних кінофільмів, поліпшення технічної бази кінофабрик) // 1932. — № 17/18 (125/126). — С. 1–2.
- Косячний П. Друга п'ятирічка української кінематографії: (доповідь керівника тресту «Українфільм» на II Пленумі ВУКу Робмис) // 1932. — № 11/12 (119/120). — С. 1–5.
- Косячний П. Дійсний стан речей: (відгук на публікацію І. Воробйова «Ганебні покажчики») // 1930. — № 11 (83), трав. — C. 11.
- Косячний П. Лице наступного: (про незадовільні результати роботи Одеської та Київської кінофабрик щодо виконання планів трьох років п'ятирічки; про проблеми, зокрема нестачу режисерів, операторів, знімальної апаратури для збільшення випуску культурфільмів політосвітньої тематики) // 1930. — № 17 (89), (верес.). — С. 6.
- Косячний П. Два Жовтневі // Кіно. — 1930. — № 19, жовтень. — С. 6–7.